# 竹内勝太郎
竹内 勝太郎（たけうち かつたろう、1894年10月20日 - 1935年6月25日）は日本の詩人。日本の象徴詩を確立したと評される。

## 経歴
京都府京都市生まれ。私立清和中学校（立命館中学の前身）を中退。東京へ出て、三木露風に師事。独学で自然科学、哲学などを学び、文学を一生の業と考える。フランスの象徴派詩人ステファヌ・マラルメに影響を受け象徴詩の世界へ。
1915年から京都基督教青年会の夜学でフランス語を学ぶ。その後、日出新聞社の市政記者、大正日日新聞社の市政・美術担当記者、大阪時事新報の記者となる。
1928年には知友の支援を受けフランスに渡る。ポール・ヴァレリーに傾倒し、その詩技法は「美を破壊する美」へと変化していく。1929年に帰国。ヨーロッパの美術館についての報告書を京都市へ提出。京都市嘱託として大礼記念京都美術館建設委員会の事務に携わる（開館後は美術館嘱託）。
1932年、当時高校生の富士正晴、野間宏、桑原（竹之内）静雄を指導し、同人誌『三人』の刊行に関わった。1935年、黒部峡谷で黒部川に墜落し、行方不明、後に遺体が発見された。40歳。

## 著作
詩集
- 「光の献詞」（1924年、私家版）
- 「讃歌」（1924年、私家版）
- 「林のなか」（1925年、私家版）
- 「春の楽器」（1926年、私家版）
- 「室内」（1928年、創元社）
- 「明日」（1931年、アトリエ社）
- 「春の犠牲」（1941年、弘文堂書房）
- 「定本明日」（1948年、明窗書房）
- 「黒豹」（1953年、創元社）

評論
- 「現代仏蘭西の四つの顔」（1930年、アトリエ社）
- 「芸術民俗学研究」（1934年、立命館出版部）
- 「芸術論」（1934年、芸艸堂）
- 「詩論」（1943年、石書房）
- 「丘の上の対話」（1947年、圭文社）
- 「宗教論」（1948年、福村書店）

『竹内勝太郎全集』（全3巻）が刊行されている。

## 関連書
- 富士正晴『竹内勝太郎の形成』（未来社）